# Атенум (Вашингтон)
Атенум (енгл. Ahtanum) насељено је место без административног статуса у америчкој савезној држави Вашингтон.

## Демографија
По попису из 2010. године број становника је 3.601, што је 580 (-13,9%) становника мање него 2000. године.
| Група             | 2000.         | 2010.         |
| Белци             | 3.652 (87,3%) | 2.945 (81,8%) |
| Афроамериканци    | 31 (0,7%)     | 9 (0,2%)      |
| Азијати           | 19 (0,5%)     | 23 (0,6%)     |
| Хиспаноамериканци | 366 (8,8%)    | 506 (14,1%)   |
| Укупно            | 4.181         | 3.601         |